# トライデント山 (アメリカ合衆国)
トライデント山（英: Mount Trident または Trident Volcano）は、北アメリカ大陸のアラスカ半島の付け根付近にある山である。おおよそ北緯58度14分、西経155度06分に位置する。最も高い頂の標高は 1,864m である。ただし、この山の頂の数は3つではなく、実際には沢山の頂を持っている。

## 概要
北アメリカ大陸のアラスカ半島の付け根付近（アラスカ半島の付け根よりも少し内陸側も含む）からアリューシャン列島にかけては、火山が列を成していることで知られている。このトライデント山も、そこに並んでいる火山の1つである。この場所は、ちょうど太平洋プレートと北アメリカプレートとの境界付近であり、このため、このような火山の列が生じていると考えられている。トライデント山には、複数の火山ドームが存在する（したがって、この山は幾つもの頂を持つ）。2008現在、最も新しい火山ドームは、山の南西側に1953年に形成され始めたもので、2008年現在のこの場所の標高は1097mである。このように、この山は幾つも頂を持つのだが、1916年時点では、この山が持つ主な頂の数は3つとされた。3つ又の槍（銛）としてトライデントは有名だが、この山がトライデント山と命名されたのは、この山の主な頂の数が3つとされたからである。ただし、この山には幾つかの異名があることでも知られている。この山の公式な名称がトライデント山（Mount Trident）となったのは、1928年のことである。そして、トライデント火山（Trident Volcano）という名称が与えられたのは、1968年である。なお、この山の岩石は、主に安山岩やデイサイトから成っている。

## 火山活動の状況
この山の古い時代の火山活動ついては、よく判っていない。この山の火山活動として記録に残っている最も古いものは、1913年に起きた小規模な噴火であり、それ以前の活動は不明である。1913年以降、1949年と1950年にも小規模な噴火が起こった。比較的大規模な活動が起こったのは、1953年である。1953年2月15日に、この山の南西側での噴火が始まった。この年起こった最大の噴火では、火山灰を上空約9km以上にまで吹き上げた。この場所では、引き続き活動が起こり、1954年、1957年、1958年、1959年から1960年にかけてと、それぞれ新しい噴気孔から粘性の高い溶岩を噴出した。これらの活動中には、数回ながら、火山灰を上空約12km以上にまで吹き上げた。こうして形成されてきた溶岩ドームは、1960年には約260mの高さになっていたが、この年さらに溶岩ドームは高くなってゆき、約300mの高さになった。また、溶岩ドームの底面は、約5km2になった。その後、1966年から1968年にかけてと、1974年から1975年にかけてと、1983年に小規模な噴火が起こった。それから後、トライデント山には、ここ30年ほど噴火は起こっていない。